# Georg Lindemann

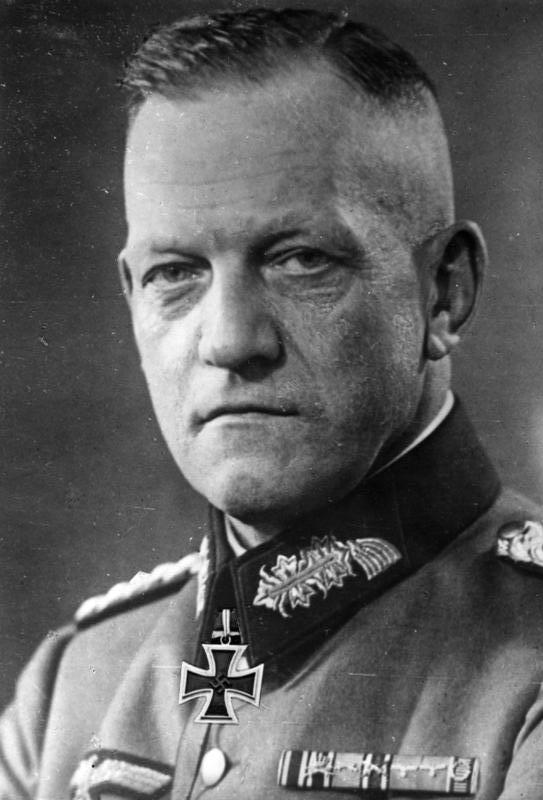
Georg Lindemann.

Georg Lindemann, född 8 mars 1884 i Altmark i Sachsen i Kejsardömet Tyskland, död 25 september 1963 i Freudenstadt i Schwarzwald i Västtyskland, var en tysk militär.
Lindemann blev generalöverste 1942 och erhöll Riddarkorset av Järnkorset med eklöv 1943. Han tillhörde kavalleriet.

## Liv
Georg Lindemann var son till justitierådet Hermann Lindemann och Elsbeth, född Placke. Han tog studentexamen vid Kaiser-Wilhelm-Gymnasium i Hannover och gick in som frivillig i den preussiska armén, där han 1903 blev officer. Han gifte sig 1907 med Annemarie von der Osten och fick med henne tre barn: Ernst (1908), Rosemarie (1910) och Erika (1912).
Lindemann deltog i striderna på både väst- och östfronten under första världskriget. Mycket litet är egentligen känt om hans liv i armén då. Men efter kriget gick han med i Von Lettows frikår. Där hjälpte han till att krossa upproret i Hamburg 1919. Men han var även med och slogs i München, Halle och Ruhr. 1922 överfördes han till reguljära armén och Reiter-Regiment 7 (Sjunde rytteriregimentet) i Breslau. 1930 var han chef för 13:e rytteriregementet. Han var aldrig medlem i NSDAP, även om han hade pronazistiska sympatier.
Eftersom han var en duglig officer blev Lindemann 1934 chef för Kriegsschule Hannover. Där argumenterade han för manöverkrigets fördelar. Den och andra idéer överförde han till Generalmajor Heinz Guderian, som kom att implementera dem i andra världskrigets pansartaktik. Där skrev han även sina två mest berömda böcker Die staatserhaltende Kraft des deutschen Soldatentums,(Militärwissenschaftliche Rundschau 1936) och Feuer und Bewegung im Landkrieg der Gegenwart, (Militärwissenschaftliche Rundschau 1937). Dessa utgavs dock först sedan han fått överta 36:e infanteridivisionen. De handlar bland annat om sjuårskriget och franska revolutionskrigen.

## Andra världskriget
Som chef för 36. Infanterie-Division mobiliserade han och kom att hållas i reserv i Saar under invasionen av Polen. Det tycktes som om låtsaskriget skulle fortgå. Hans division deltog sedermera framgångsrikt i invasionen av Frankrike. När armén fick anfallsorder mot Sovjetunionen deltog han i Armégrupp Nord. Han förde sedan befäl över 18. Armee och dess marsch mot Leningrad.
Han blev chef för Armégrupp Nord i maj 1944 men fråntogs befälet 4 juli, efter att Hitler ansett hans sätt att bedriva kriget som fegt och Lindeman som gammal. Han förflyttades därefter till reserven. 1 februari 1945 blev han Militärchef för Danmark, Wehrmachtsbefehlshaber Dänemark. Som sådan var han av åsikten att Danmark skulle försvaras till sista kulan. För de flesta var det dock uppenbart att Tyskland skulle falla. I samband med kapitulationen gavs han i uppdrag att göra ett ordnat tillbakadragande. 3 maj åkte Lindemann till Mürwik för ett möte med Karl Dönitz och OKW, det tyska överkommandot. Lindemann meddelade Dönitz att han kunde hålla Danmark, så att freden kunde bli skonsammare. Han greps i Silkeborg i juni efter Dönitz kapitulation 5 maj eftersom han i strid med gällande rätt vägrat att överlämna brittiska krigsfångar.

## Liv efter andra världskriget
Georg Lindemanns fångenskap upphörde 1948 varvid han pensionerade sig. 

## Befordringar
- Fahnenjunker – 26 februari 1903
- Leutnant – 18 augusti 1904
- Oberleutnant – 18 augusti 1912
- Rittmeister – 28 november 1914
- Major – 1 april 1926
- Oberstleutnant – 1 februari 1932
- Oberst – 1 juni 1933
- Generalmajor – 20 april 1936
- Generalleutnant – 20 april 1938
- General der Kavallerie – 1 november 1940
- Generaloberst – 5 juli 1942

## Kommenderingar
- L. Armeekorps oktober 1940 – januari 1942
- 18. Armee januari 1942 – mars 1944
- Armégrupp Nord mars 1944 – juli 1944

## Utmärkelser

### Första världskriget
- Järnkorset av andra klassen – 9 september 1914
- Järnkorset av första klassen – 28 juli 1915
- Såradmärket i svart
- Ärekorset för frontsoldater

### Andra världskriget
- Järnkorset av andra klassen – 30 oktober 1939
- Järnkorset av första klassen – 3 juli 1940
- Riddarkorset – 5 augusti 1940
  - Eklöv – 21 augusti 1943
- Östfrontsmedaljen
- Omnämnd i Wehrmachtbericht – 29 juni 1942 och 12 augusti 1943